# Station Drouwen
Station Drouwen, ook bekend als Bronneger (geografische afkorting Dw) is een voormalige halte aan de spoorlijn Zwolle - Stadskanaal tussen Buinen en Gasselternijveen. Het station van het NOLS-type halte in Drouwen was geopend van 1 november 1905 tot 15 mei 1930. Het stationsgebouw uit 1906 is gesloopt in 1935.
Na sluiting van de lijn tussen Emmen en Stadskanaal voor personenverkeer in 1945, blijven er vanuit Gasselternijveen nog goederentreinen via Drouwen naar Buinen rijden. Wanneer de Nederlandse spoorwegen niet meer wensen te investeren in het onderhoud van de spoorlijn wordt de lijn op 1 januari 1964 gesloten.
Ten zuiden van de halte lag over het Voorste Diep een draaibrug. De bruggenhoofden hiervan zijn nog aanwezig; op de plek van de brug is later een fietsbrug aangelegd. De voormalige brugwachterswoning (met nummer 10A) staat er ook nog.
0: Zwolle ·
5: Herfte-Veldhoek ·
8: Marshoek-Emmen ·
12: Dalfsen ·
15: Rechteren ·
19: Vilsteren ·
23: Ommen ·
25: Sterkamp ·
29: Junne ·
31: Beerze ·
34: Mariënberg ·
37: Bergentheim ·
Brucht ·
42: Hardenberg ·
45: Baalder-Radewijk ·
48: Gramsbergen ·
50: De Haandrik ·
55: Coevorden ·
59: Dalen ·
62: Dalerveen ·
66: Nieuw Amsterdam ·
70: Emmen Zuid ·
71: Emmen Bargeres ·
72: Zuidbarge ·
75: Emmen ·
79: Weerdinge ·
82: Valthe ·
87: Exloo ·
93: Buinen ·
95: Drouwen ·
100: Gasselternijveen ·
103: Tweede Dwarsdiep ·
107: Stadskanaal